# Lirim Zendeli
Lirim Zendeli (Bochum, 18 ottobre 1999) è un pilota automobilistico tedesco con passaporto anche albanese. Vincitore del Campionato ADAC di Formula 4 nel 2018 e attualmente impegnato nel campionato USF Pro 2000.

## Carriera

### Gli inizi in monoposto
Nel 2016 Zendeli inizia la sua prima stagione in monoposto nel Campionato ADAC di Formula 4 con il team ADAC Brandenburg, conquistando solo un podio.
La stagione successiva migliora i suoi risultati, vince 3 gare e conclude al 4º posto nella classifica finale. Nel 2018 passa al team Us Racing-CHRS e vince la categoria conquistando 10 vittorie su 21, finendo con più di 100 punti sul secondo Liam Lawson.

### FIA Formula 3
Nel 2019 Zendeli entra nel programma per giovani piloti della Sauber e corre nel Campionato FIA di Formula 3 con il team Charouz Racing System, ottiene il suo miglior risultato, settimo, in gara 2 del Circuito di Spielberg, chiude 18º in classifica finale. A fine stagione lascia il programma giovanile.
Nel 2020 cambia team, passa alla Trident Racing. Al Red Bull Ring conquista il primo podio nella categoria, si ripete in gara due Silverstone dove arriva di nuovo secondo. La prima vittoria arriva in gara 1 sul Circuito di Spa-Francorchamps. Zendeli chiude al 8º posto aiutando il suo team di arrivare secondo nella classifica costruttori.
Nel 2022 torna in Formula 3 con il team Charouz Racing System solo per il terzo round stagionale in Catalogna.

### FIA Formula 2
Nel dicembre del 2020 viene annunciato il suo passaggio alla categoria di Formula 2 con il team MP Motorsport. Dopo risultati non positivi, due settimi posti come miglior piazziamento e la mancanza di risorse economiche Zendeli viene sostituito da Clément Novalak per gli ultimi del round della stagione, in Arabia Saudita e ad Abu Dhabi.
Nel 2022 torna nella categoria per il comune di Spa-Francorchamps per sostituire Olli Caldwell sul sedile della Campos.

### Campionato USF Pro 2000
Nel 2023 Zendeli lascia le corse europea per passare al campionato statunitense, Campionato USF Pro 2000 serie propedeutica della IndyCar Series, il tedesco guida per il team TJ Speed Motorsports. Nel suo primo anno negli Stati Uniti ottiene quattro podi tra cui la vittoria a Road America. Chiude la stagione a quinto posto in classifica assoluta e terzo tra Rookie.

### Porsche Carrera
Nel 2024 Zendeli si unisce al team Ombra Racing per competere nella Porsche Carrera Cup Italia e nella Porsche Supercup.

## Risultati

### Riassunto della carriera
| Stagione | Categoria                  | Team                  | Gare | Vittorie | Pole | GPV | Podi | Punti | Pos. |
| -------- | -------------------------- | --------------------- | ---- | -------- | ---- | --- | ---- | ----- | ---- |
| 2016     | Formula 4 ADAC             | Berlin-Brandenburg    | 24   | 0        | 0    | 2   | 2    | 84    | 13º  |
| 2017     | Formula 4 ADAC             | Berlin-Brandenburg    | 21   | 3        | 3    | 1   | 4    | 164   | 4º   |
| 2017     | Formula 4 italiana         | BWT Mücke Motorsport  | 18   | 0        | 0    | 1   | 2    | 114   | NC‡  |
| 2018     | Formula 4 ADAC             | US-Racing-CHRS        | 21   | 10       | 7    | 8   | 13   | 348   | 1º   |
| 2019     | Formula 3                  | Charouz Racing System | 14   | 0        | 0    | 0   | 0    | 6     | 18º  |
| 2019     | Formula 3 Regional         | US Racing             | 3    | 0        | 0    | 0   | 2    | 42    | 14º  |
| 2020     | Formula 3                  | Trident Racing        | 18   | 1        | 2    | 1   | 3    | 104   | 8º   |
| 2020     | Toyota Racing              | Giles Motorsport      | 15   | 0        | 0    | 0   | 4    | 200   | 8º   |
| 2021     | Formula 2                  | MP Motorsport         | 23   | 0        | 0    | 1   | 0    | 13    | 17º  |
| 2021     | Trofeo DTM                 | T3 Motorsport         | 2    | 0        | 0    | 0   | 0    | 0     | NC‡  |
| 2022     | Formula 3                  | Charouz Racing System | 2    | 0        | 0    | 0   | 0    | 0     | 31º  |
| 2022     | Formula 2                  | Campos                | 2    | 0        | 0    | 0   | 0    | 0     | 29º  |
| 2023     | Campionato USF Pro 2000    | TJ Speed Motorsports  | 18   | 1        | 0    | 1   | 4    | 259   | 5º   |
| 2024     | Porsche Carrera Cup Italia | Ombra Racing          | 2    | 0        | 0    | 0   | 1    | 25*   |      |
| 2024     | Porsche Supercup           | Ombra Racing          | 2    | 0        | 0    | 0   | 0    | 5*    |      |

‡ Zendeli è un pilota ospite, non idoneo a conquistare punti
* Stagione in corso.

### Risultati in Formula 3
(legenda) (Le gare in grassetto indicano la pole position) (Le gare in corsivo indicano Gpv)
| Anno | Team                  | 1    | 2    | 3    | 4    | 5   | 6   | 7    | 8    | 9    | 10   | 11  | 12  | 13  | 14  | 15  | 16  | 17  | 18  | Punti | Pos. |
| ---- | --------------------- | ---- | ---- | ---- | ---- | --- | --- | ---- | ---- | ---- | ---- | --- | --- | --- | --- | --- | --- | --- | --- | ----- | ---- |
| 2019 | Sauber Junior Team    | CAT  | CAT  | LEC  | LEC  | RBR | RBR | SIL  | SIL  | HUN  | HUN  | SPA | SPA | MNZ | MNZ | SOC | SOC |     |     | 6     | 18º  |
| 2019 | Sauber Junior Team    | 14   | 11   | Rit  | 16   | 8   | 7   | 15   | 9    | Rit  | 20   | 22  | 22† | Rit | 18  | WD  | WD  |     |     | 6     | 18º  |
| 2020 | Trident               | RBR1 | RBR1 | RBR2 | RBR2 | HUN | HUN | SIL1 | SIL1 | SIL2 | SIL2 | CAT | CAT | SPA | SPA | MNZ | MNZ | MUG | MUG | 104   | 8º   |
| 2020 | Trident               | 5    | 5    | 2‡   | 10   | Rit | 16  | 13   | 11   | 9    | 2    | 12  | 16  | 1   | 8   | 7   | 4   | 4   | Rit | 104   | 8º   |
| 2022 | Charouz Racing System | BHR  | BHR  | IMO  | IMO  | CAT | CAT | SIL  | SIL  | RBR  | RBR  | HUN | HUN | SPA | SPA | ZAN | ZAN | MNZ | MNZ | 0     | 31º  |
| 2022 | Charouz Racing System |      |      |      |      | 20  | 16  |      |      |      |      |     |     |     |     |     |     |     |     | 0     | 31º  |

### Risultati in Formula 2
(legenda) (Le gare in grassetto indicano la pole position) (Le gare in corsivo indicano Gpv)
| Anno | Team          | 1   | 2   | 3   | 4   | 5   | 6   | 7   | 8   | 9   | 10  | 11  | 12  | 13  | 14  | 15  | 16  | 17  | 18  | 19  | 20  | 21  | 22  | 23  | 24  | 25  | 26  | 27  | 28  | Punti | Pos. |
| ---- | ------------- | --- | --- | --- | --- | --- | --- | --- | --- | --- | --- | --- | --- | --- | --- | --- | --- | --- | --- | --- | --- | --- | --- | --- | --- | --- | --- | --- | --- | ----- | ---- |
| 2021 | MP Motorsport | BHR | BHR | BHR | MON | MON | MON | BAK | BAK | BAK | SIL | SIL | SIL | MNZ | MNZ | MNZ | SOC | SOC | SOC | JED | JED | JED | YMC | YMC | YMC |     |     |     |     | 13    | 17º  |
| 2021 | MP Motorsport | 9   | Rit | 18  | 15  | 7   | Rit | 13  | Rit | 10  | 11  | 9   | 9   | 15  | 12  | 7   | 10  | C   | 16  |     |     |     |     |     |     |     |     |     |     | 13    | 17º  |
| 2022 | Campos Racing | BHR | BHR | JED | JED | IMO | IMO | CAT | CAT | MON | MON | BAK | BAK | SIL | SIL | RBR | RBR | PAU | PAU | HUN | HUN | SPA | SPA | ZAN | ZAN | MNZ | MNZ | YMC | YMC | 0     | 29º  |
| 2022 | Campos Racing |     |     |     |     |     |     |     |     |     |     |     |     |     |     |     |     |     |     |     |     | 20  | 21  |     |     |     |     |     |     | 0     | 29º  |

### Risultati completi USF Pro 2000
(legenda) (Le gare in grassetto indicano la pole position) (Le gare in corsivo indicano Gpv)
| Stagione | Team                 | 1   | 2   | 3   | 4   | 5   | 6   | 7   | 8   | 9   | 10  | 11  | 12  | 13  | 14  | 15  | 16  | 17  | 18  | Punti | Pos. |
| -------- | -------------------- | --- | --- | --- | --- | --- | --- | --- | --- | --- | --- | --- | --- | --- | --- | --- | --- | --- | --- | ----- | ---- |
| 2023     | TJ Speed Motorsports | STP | STP | SEB | SEB | IMS | IMS | IRP | ROA | ROA | MOH | MOH | TOR | TOR | COA | COA | POR | POR | POR | 259   | 5°   |
| 2023     | TJ Speed Motorsports | 16  | 4   | 6   | 2   | 14  | 10  |     | 19  | 1*  | 6   | 10  | 3   | 2   | 5   | 4   | 11  | 4   | 18  | 259   | 5°   |

### Risultati Porsche Supercup
| Anno    | Squadra      | IMO | MON | AUT | GBR | HUN | SPA | ZND | MNZ | Punti | Pos. |
| ------- | ------------ | --- | --- | --- | --- | --- | --- | --- | --- | ----- | ---- |
| 2024    | Ombra Racing | 17  | 11  |     |     |     |     |     |     | 5*    |      |
| Legenda |              |     |     |     |     |     |     |     |     |       |      |